# Creu de terme de Collbató
La Creu de terme és una obra de Collbató (Baix Llobregat) inclosa a l'Inventari del Patrimoni Arquitectònic de Catalunya.

## Descripció
Creu grega de braços amb els extrems carrats. El braç inferior s'allarga degut a un espigó, decorat amb cargolets soldats als laterals, que s'inserta a un volum petri cilíndric. La creu i l'espigó són de ferro; la resta del conjunt és de pedra. La base està formada per dos cilíndres, en disposició graonada, revestits de pedra. De la part central surt la columna, llisa, a la part superior de la qual hi ha dos escuts contraposats: un és l'escut de Catalunya i, l'altre, l'escut de l'abadia de Montserrat. La columa està rematada per una peça cilíndrica on hi ha la inscripció: SALUT, VIDA I RESURRECCIÓ NOSTRA.

## Història
Fou instal·lada pels Amics de les Creus de Terme del Cercle Artístic de Sant Lluc i beneïda el 29 de novembre de 1959 per mossèn Ricard Ardiñach, capellà del poble, en un acte organitzat conjuntament amb la parròquia de Collbató. Hi actuà la Coral Sant Jordi, que interpretà cançons populars catalanes.